# Лисица
Лиси́цы — полифилетическая группа млекопитающих из семейства псовых отряда хищных. Общее название нескольких видов млекопитающих семейства псовые. Только 10 видов этой группы относят к роду собственно лисиц (лат. Vulpes). Наиболее известный и распространённый представитель — обыкновенная лисица (Vulpes vulpes).

## Виды, относящиеся к группе
- Триба Vulpini

- род Лисицы (Vulpes)

- Бенгальская лисица (Vulpes bengalensis)
- Афганская лисица (Vulpes cana)
- Южноафриканская лисица (Vulpes chama)
- Корсак (Vulpes corsac)
- Тибетская лисица (Vulpes ferrilata)
- Песец (Vulpes lagopus)
- Американская лисица (Vulpes macrotis)
- Африканская лисица (Vulpes pallida)
- Песчаная лисица (Vulpes rueppellii)
- Американский корсак (Vulpes velox)
- Обыкновенная лисица (Vulpes vulpes)
- Фенек (Vulpes zerda)

- род Большеухие лисицы (Otocyon)

- Большеухая лисица (Otocyon megalotis)

- Триба Canini

- Подтриба Cerdocyonina

- род Фолклендские лисицы (Dusicyon)

- † Фолклендская лисица (Dusicyon australis)

- род Майконги (Cerdocyon)

- Майконг (Cerdocyon thous)

- род Малые лисицы (Atelocynus)

- Малая лисица (Atelocynus microtis)

- род Южноамериканские лисицы (Lycalopex), или Pseudalopex

- Андская лисица (Lycalopex culpaeus)
- Южноамериканская лисица (Lycalopex griseus)
- Дарвиновская лисица (Lycalopex fulvipes)
- Парагвайская лисица (Lycalopex gymnocercus)
- Бразильская лисица (Lycalopex vetulus)
- Секуранская лисица (Lycalopex sechurae)

- род Серые лисицы (Urocyon)
  - Серая лисица (Urocyon cinereoargenteus)
  - Островная лисица (Urocyon littoralis)

## Галерея

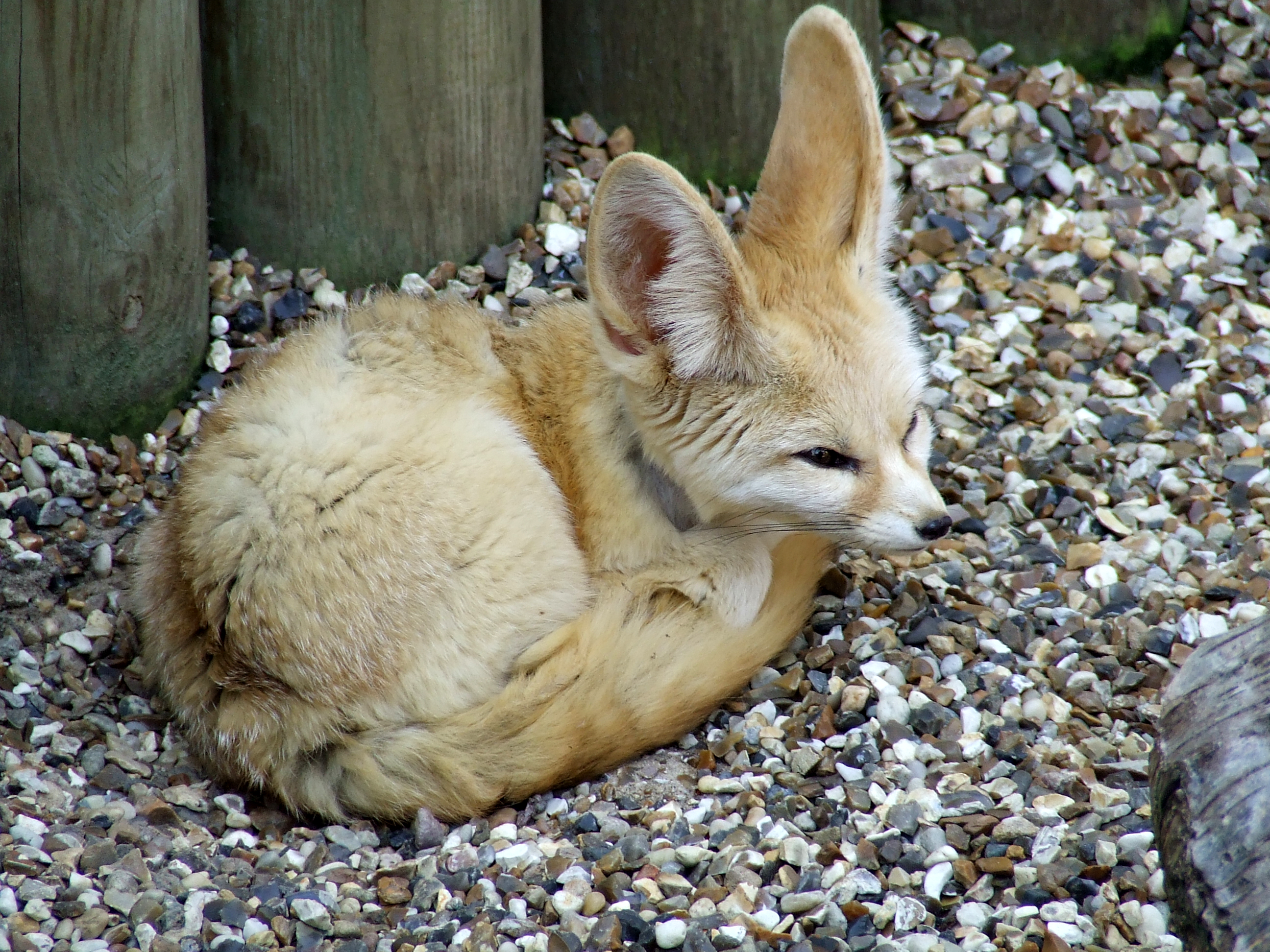
Фенек
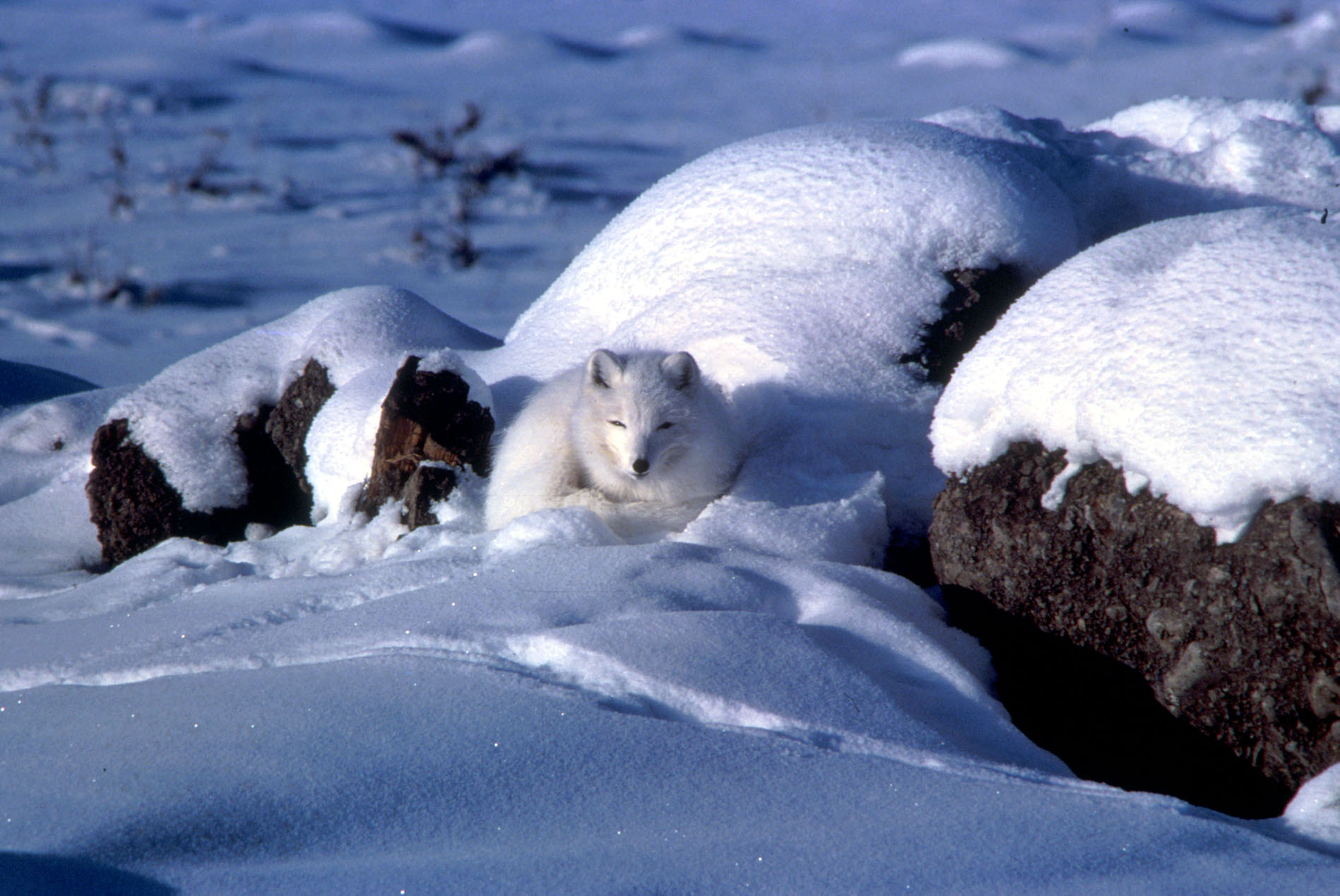
Полярная лисица
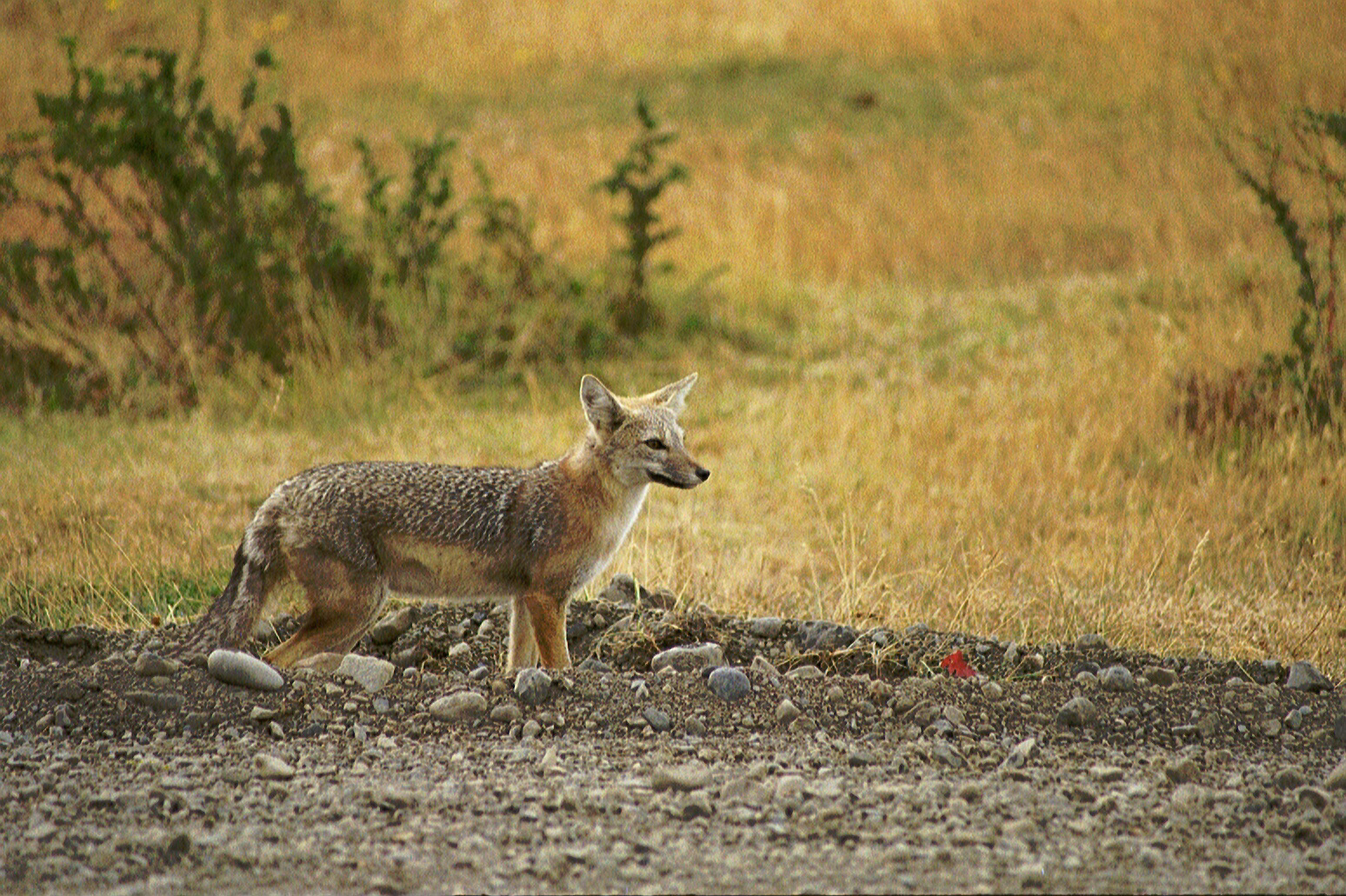
Южноамериканская лисица
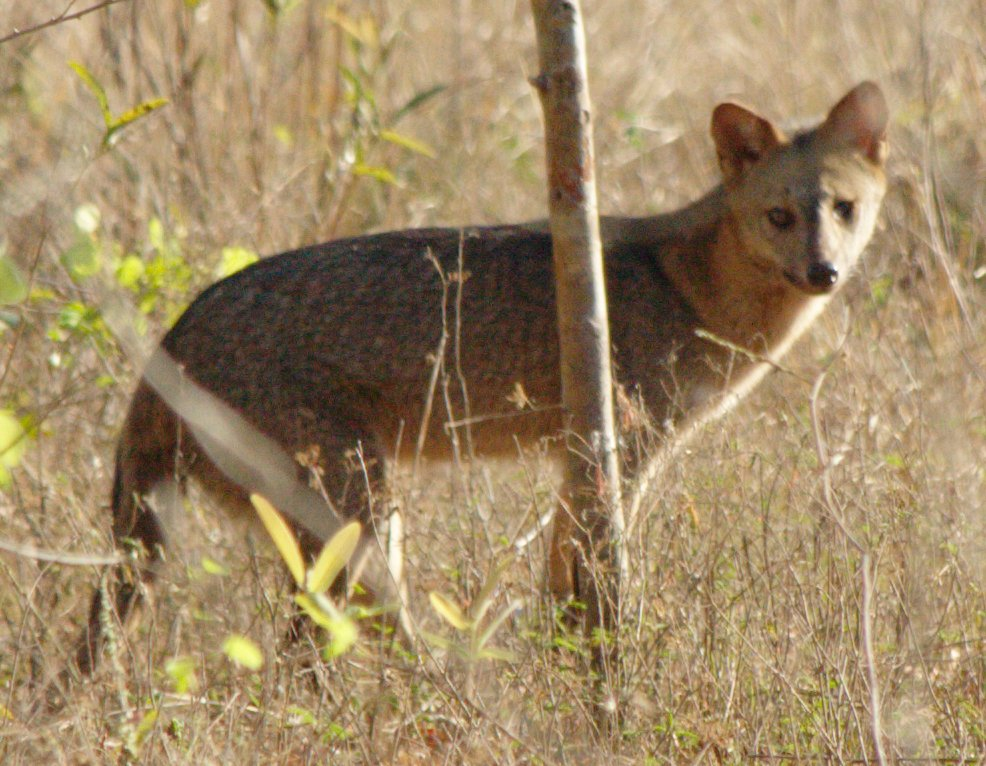
Майконг
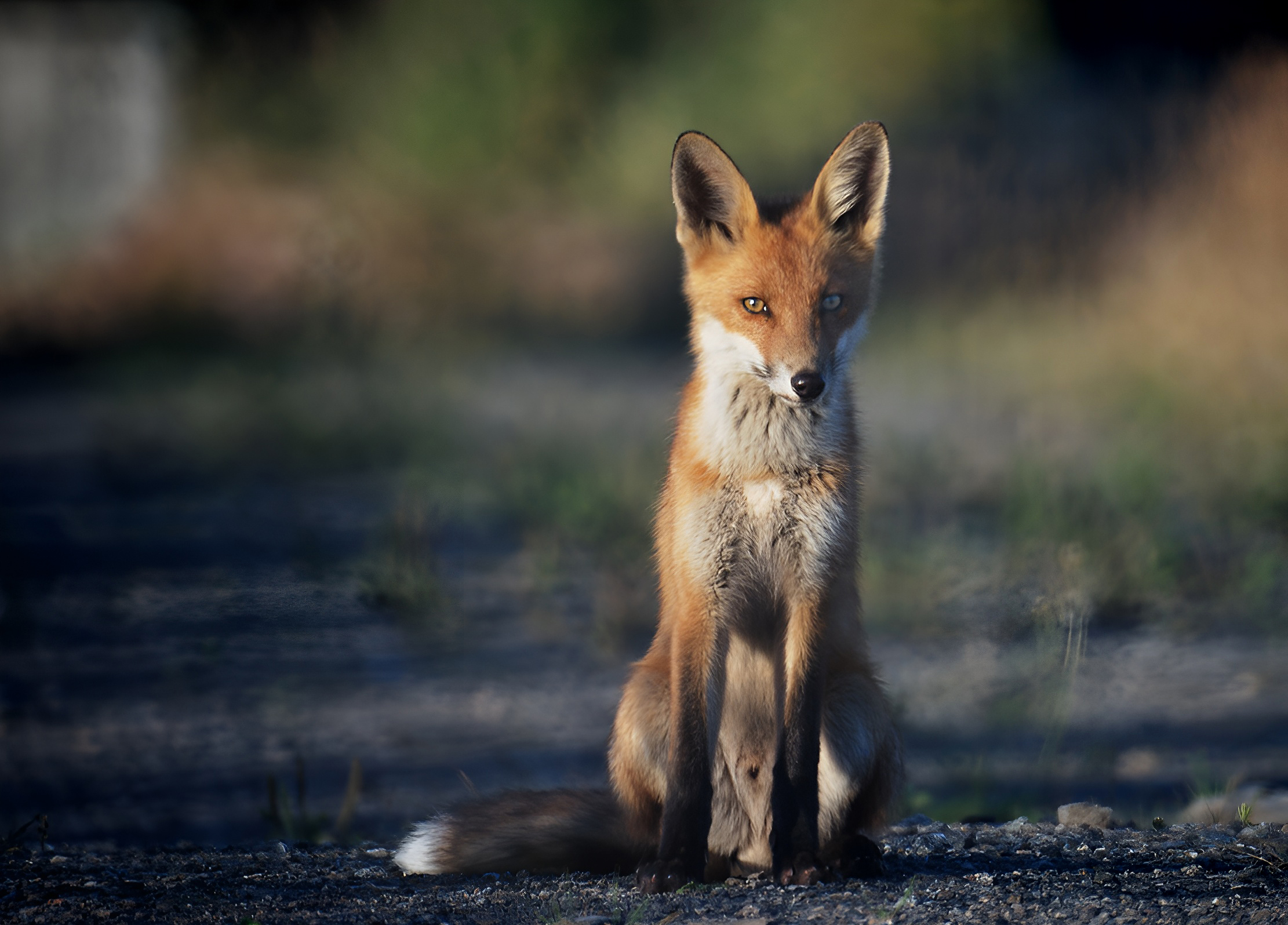
Обыкновенная лисица (Истад, Швеция)
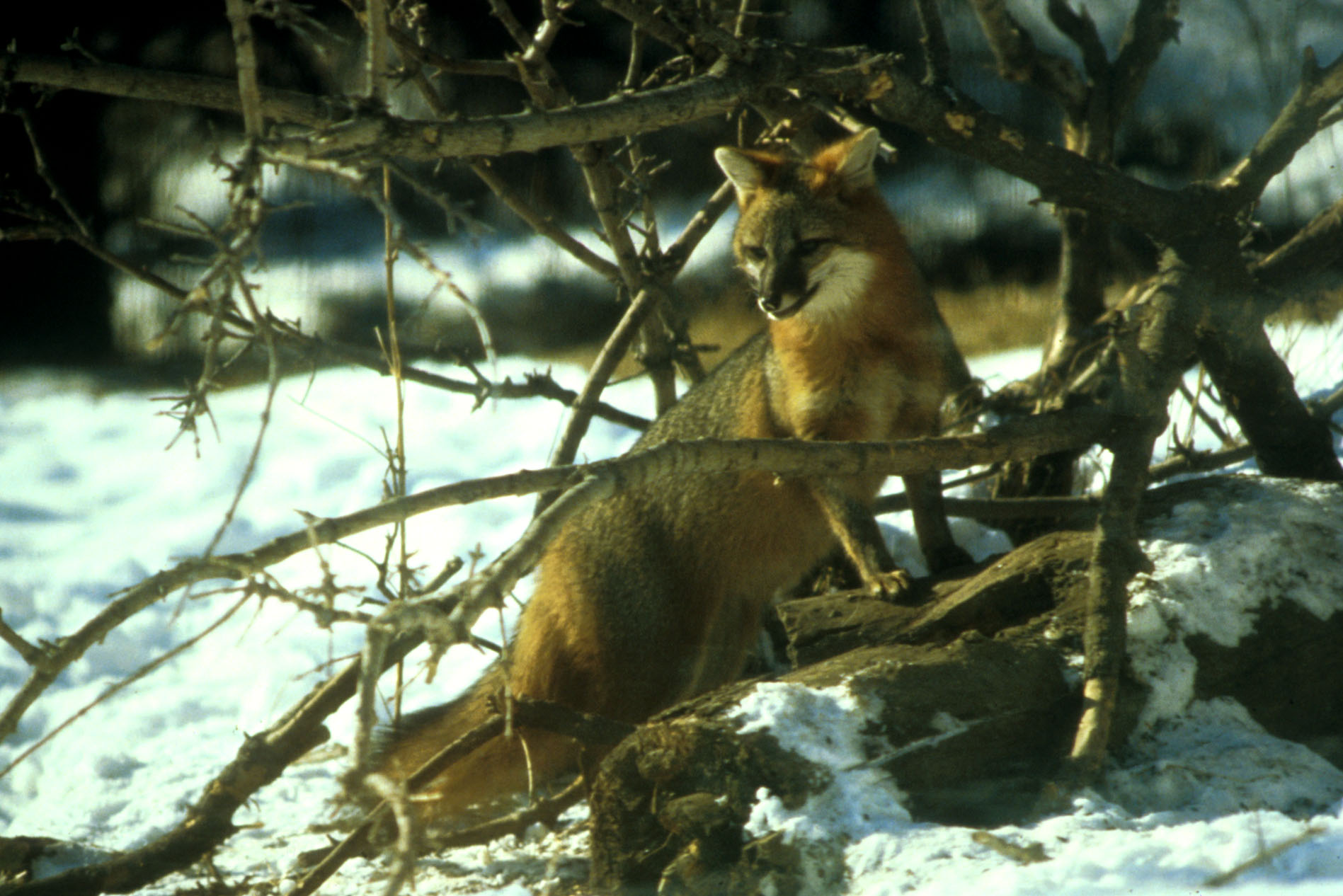
Серая лисица
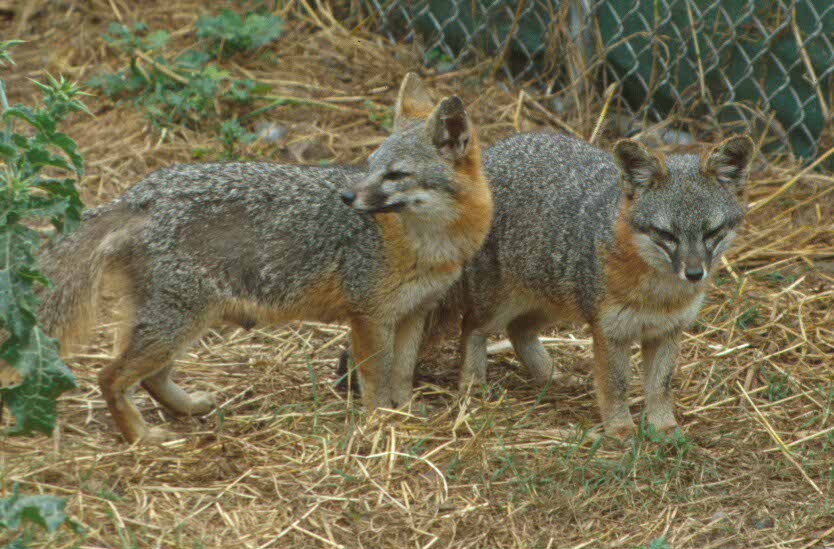
Островная лисица
Лисёнок

## Лисы в культуре
Лиса является частым персонажем фольклора о животных. В восточно-славянских сказках лиса обычно зовётся Лиса Патрикеевна. Многие примеры подобных сказок включены в состав сборника Афанасьева. В средневековом фольклоре Европы важную роль играет лис Ренар (Рейнеке-лис).
В странах Восточной Азии издавна существовали легенды о лисах-оборотнях. Особенно славится этим Китай, где ещё в эпоху Тан (618—907) возник целый народный культ лисицы. «С древнейших времен, — говорит писатель XVII века Фэн Мэнлун, — лис сравнивают с человеком. Красив человек, все говорят — мил и обворожителен, как лиса. Нерешителен — его считают недоверчивым и осторожным, как лиса. Любит выдавать ложь за истину — и это его качество сравнят с лисьей лживостью. Тех же, у кого не счесть друзей, обычно именуют вожаками лисьей стаи… Если лиса хочет завлечь мужчину, то чаще всего принимает облик красивой женщины. Если же лис хочет соблазнить женщину, он принимает облик красавца мужчины».
Согласно академику В. Н. Топорову, в японской мифологии лисица (кицунэ) — «вестница богини Инари, обладающая колдовскими чарами и способностью воплощаться в человека» . Сходные мифы о лисах-оборотнях известны также в Корее (кумихо) и Китае (хули-цзин).